# Gle Pucok Krueng Keueb
Gle Pucok Krueng Keueb är ett berg i Indonesien.   Det ligger i provinsen Aceh, i den västra delen av landet, 1 700 km nordväst om huvudstaden Jakarta. Toppen på Gle Pucok Krueng Keueb är 319 meter över havet, eller 90 meter över den omgivande terrängen. Bredden vid basen är 0,39 km.
Terrängen runt Gle Pucok Krueng Keueb är varierad.Runt Gle Pucok Krueng Keueb är det glesbefolkat, med 18 invånare per kvadratkilometer. I omgivningarna runt Gle Pucok Krueng Keueb växer i huvudsak städsegrön lövskog.